# Sorbus tauricola
Sorbus tauricola är en rosväxtart som beskrevs av Zaik. och Alexander Nikolaevitsch Sennikov. Sorbus tauricola ingår i släktet oxlar, och familjen rosväxter. Inga underarter finns listade i Catalogue of Life.